# Jim Sturgess
James Anthony Sturgess (n. 16 mai 1978, Wandsworth, Londra) este un actor și cântăreț-compozitor englez. Este cunoscut pentru filmele Across the Universe (2007), 21: Șansa vieții lui (2008), Crossing Over (2009) și Cloud Atlas (2012).

## Filmografie
| Anul | Titlu                                         | Personaj                                                         | Note            |
| ---- | --------------------------------------------- | ---------------------------------------------------------------- | --------------- |
| 1994 | The Browning Version                          | Bryant                                                           |                 |
| 2005 | Mouth to Mouth                                | Red                                                              |                 |
| 2007 | Across the Universe                           | Jude Feeny                                                       |                 |
| 2008 | The Other Boleyn Girl                         | George Boleyn                                                    |                 |
| 2008 | 21                                            | Ben Campbell                                                     |                 |
| 2008 | Fifty Dead Men Walking                        | Martin McGartland                                                |                 |
| 2009 | Crossing Over                                 | Gavin Kossef                                                     |                 |
| 2009 | Heartless                                     | Jamie Morgan                                                     |                 |
| 2010 | The Way Back                                  | Janusz Wieszczek                                                 |                 |
| 2010 | Legend of the Guardians: The Owls of Ga'Hoole | Soren                                                            | Voice role      |
| 2011 | One Day                                       | Dexter Mayhew                                                    |                 |
| 2012 | Ashes                                         | James                                                            |                 |
| 2012 | Cloud Atlas                                   | Adam Ewing/Poor Hotel Guest/Megan's Dad/Highlander/Hae-Joo Chang |                 |
| 2012 | The Best Offer                                | Robert                                                           |                 |
| 2013 | Upside Down                                   | Adam                                                             |                 |
| 2013 | Electric Slide                                | Eddie Dodson                                                     |                 |
| 2014 | Stonehearst Asylum                            | Edward Newgate                                                   |                 |
| 2014 | Kidnapping Freddy Heineken                    | Cor van Hout                                                     |                 |
| 2016 | London Fields                                 | Keith Talent                                                     | Post-production |
| 2017 | Geostorm: Pericol Global                      | Max Lawson                                                       |                 |

## Discografie
| Anul | Cântec                               | Note                                                                              | Film                |
| ---- | ------------------------------------ | --------------------------------------------------------------------------------- | ------------------- |
| 2007 | "Girl"                               |                                                                                   | Across the Universe |
| 2007 | "All My Loving"                      |                                                                                   | Across the Universe |
| 2007 | "With A Little Help From My Friends" | (cu Joe Anderson)                                                                 | Across the Universe |
| 2007 | "I've Just Seen A Face"              |                                                                                   | Across the Universe |
| 2007 | "Dear Prudence"                      | (cu Joe Anderson, Dana Fuchs &Evan Rachel Wood)                                   | Across the Universe |
| 2007 | "Because"                            | (cu Joe Anderson, T. V. Carpio,Dana Fuchs, Martin Luther McCoy& Evan Rachel Wood) | Across the Universe |
| 2007 | "Something"                          |                                                                                   | Across the Universe |
| 2007 | "Strawberry Fields Forever"          | (cu Joe Anderson)                                                                 | Across the Universe |
| 2007 | "Revolution"                         |                                                                                   | Across the Universe |
| 2007 | "Across the Universe"                |                                                                                   | Across the Universe |
| 2007 | "All You Need Is Love"               | (cu T. V. Carpio, Dana Fuchs& Martin Luther McCoy)                                | Across the Universe |
| 2008 | "Lost Everything"                    |                                                                                   | 21                  |
| 2009 | "Mistake The Enemy"                  | (Scriitor și interpret)                                                           | Crossing Over       |
| 2009 | "Make Your Mind Up"                  | (Scriitor și interpret)                                                           | Crossing Over       |
| 2009 | "Hine ma tov"                        | (Traditional)                                                                     | Crossing Over       |
| 2009 | "Heartless"                          |                                                                                   | Heartless           |
| 2009 | "The Other Me"                       |                                                                                   | Heartless           |
| 2009 | "Panic and Magic"                    | (O'Brien/Stoney/Sturgess)                                                         | Heartless           |

## Premii și nominalizări
- 2008: Câștigat, "Best Ensemble" – 21 (shared w/co-stars) La Convenția ShoWest, USA

- 2008: Nominalizat, "Choice Movie Breakout Male" – 21 la Teen Choice Awards

- 2008: Nominalizat, "Choice Movie Breakout Male" – Across the Universe la Teen Choice Awards

- 2008: Nominalizat, "Best Performance by an Actor in a Canadian Film" – Fifty Dead Men Walking la Vancouver Film Critics Circle Awards

- 2009: Primul Runner-up, "Best Actor Golden Space Needle Award" – Fifty Dead Men Walking la Seattle International Film Festival

- 2009: Nominalizat, "Best Newcomer" la Jameson Empire Awards (UK)

- 2010: Câștigat, "Best Actor" – Heartless la Fantasporto awards